# Liste der Biografien/Dib
Liste der Biografien |
Portal Biografien |
Personensuche
# |
A |
B |
C |
D |
E |
F |
G |
H |
I |
J |
K |
L |
M |
N |
O |
P |
Q |
R |
S |
T |
U |
V |
W |
X |
Y |
Z |
?
 
Da |
Db |
Dc |
Dd |
De |
Dg |
Dh |
Di |
Dj |
Dk |
Dl |
Dm |
Dn |
Do |
Dq |
Dr |
Ds |
Du |
Dv |
Dw |
Dy |
Dz
 
Dia |
Dib |
Dic |
Did |
Die |
Dif |
Dig |
Dih |
Dij |
Dik |
Dil |
Dim |
Din |
Dio |
Dip |
Diq |
Dir |
Dis |
Dit |
Diu |
Div |
Diw |
Dix |
Diy |
Diz
Die Liste der Biografien führt alle Personen auf, die in der deutschsprachigen Wikipedia einen Artikel haben. Dieses ist eine Teilliste mit 107 Einträgen von Personen, deren Namen mit den Buchstaben „Dib“ beginnt.

## Dib
- Dib, Amin El (* 1961), deutscher Fotograf
- Dib, Billy (* 1985), australischer Boxer im Federgewicht
- Dib, Mohammed (1920–2003), algerischer Schriftsteller
- Dib, Pietro (1881–1965), libanesischer Geistlicher, römisch-katholischer Bischof von Kairo der Maroniten

### Diba
- Diba, Dikanda (* 1966), kongolesische Langstreckenläuferin
- Diba, Fereydoun (* 1920), iranischer Diplomat
- Diba, Hossein (* 1893), iranischer Diplomat
- Diba, Kamran (* 1937), iranischer Architekt, Stadtplaner und Maler
- Dîba, Vasile (* 1954), rumänischer Kanute
- Dibaba, Birhane (* 1993), äthiopische Marathonläuferin
- Dibaba, Ejegayehu (* 1982), äthiopische Langstreckenläuferin
- Dibaba, Genzebe (* 1991), äthiopische Langstreckenläuferin
- Dibaba, Mare (* 1989), äthiopische Langstreckenläuferin
- Dibaba, Tirunesh (* 1985), äthiopische Langstreckenläuferin
- Dibaba, Yared (* 1969), deutscher Schauspieler, Moderator, Entertainer, Autor und SängerYared Dibaba (* 1969)

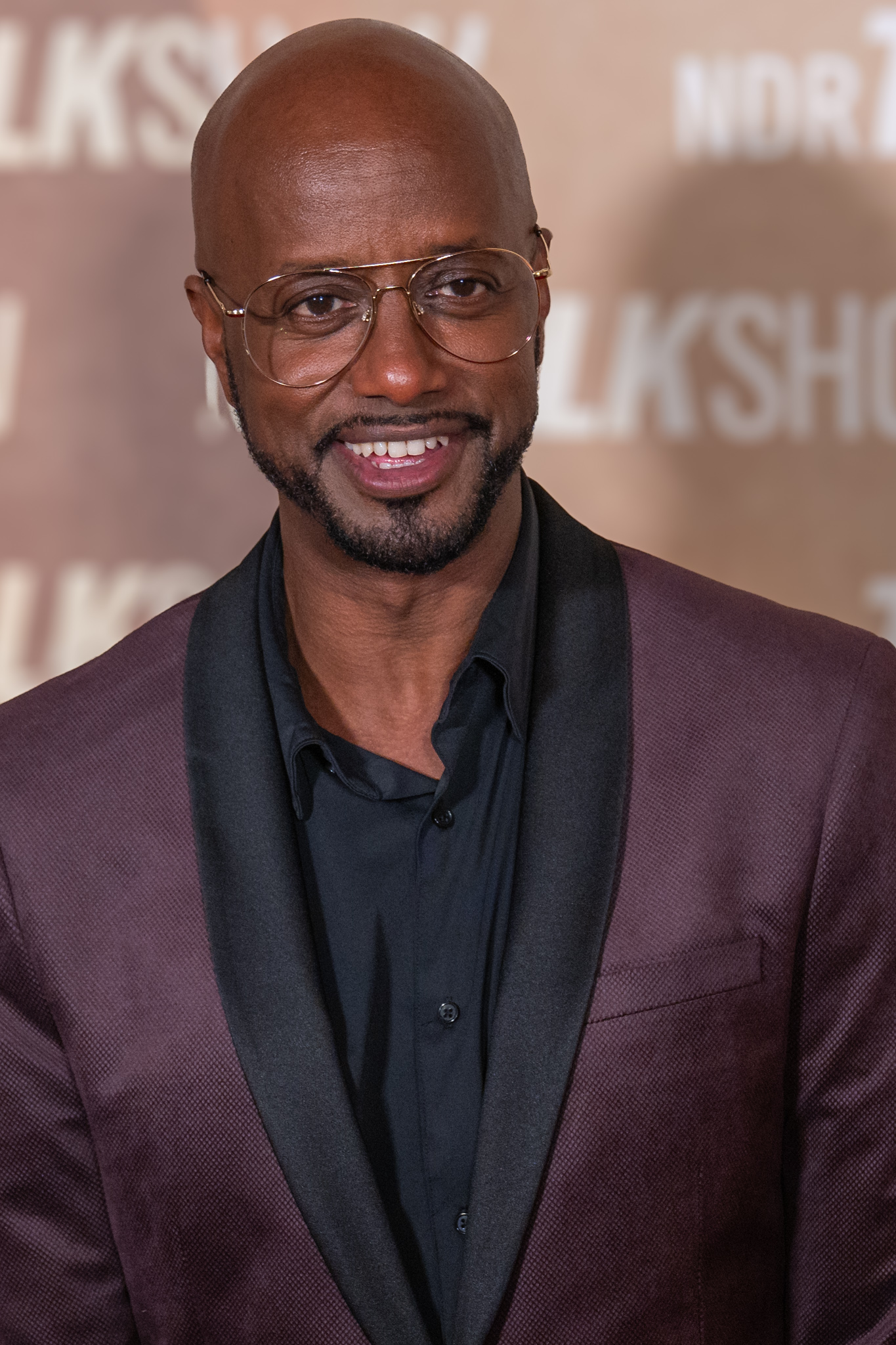
Yared Dibaba (* 1969)

- Dibadschi, Abu l-Qasim ad-, Imam der Zain-al-Abidin-Moschee (Kuwait); Generalsekretär der World Organization of Pan-Islamic Jurisprudence
- Dibaj, Mehdi (1935–1994), iranischer Pfarrer und Märtyrer
- Dibák, Igor (1947–2021), slowakischer Komponist
- Dibala, Diblo (* 1954), kongolesischer Sänger und Gitarrist aus der demokratischen Republik Kongo
- Dibango, Manu (1933–2020), kamerunischer Saxophonist, Vibraphonist, Pianist und SängerManu Dibango (1933–2020)

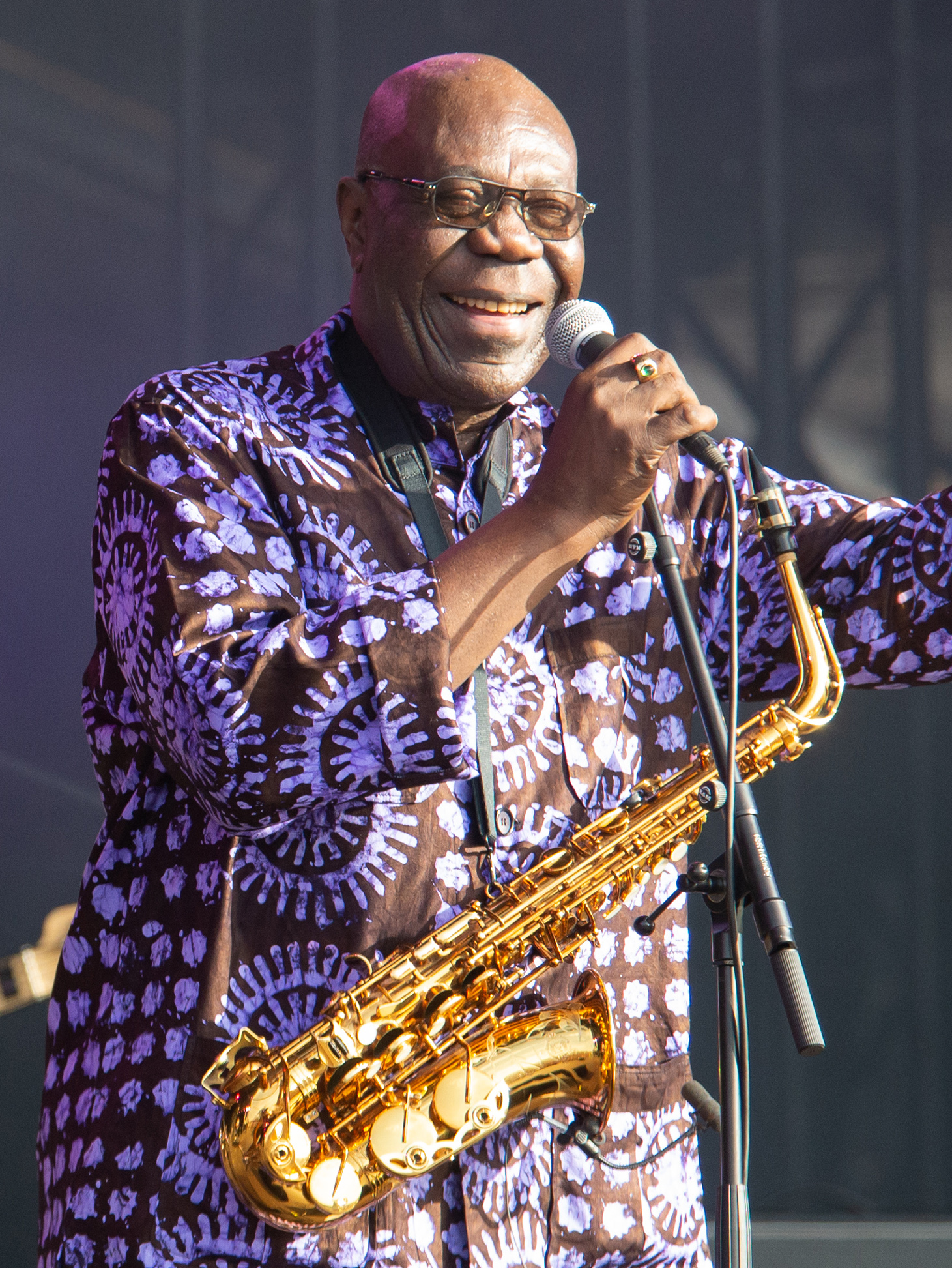
Manu Dibango (1933–2020)

- Dibarbora, František (1916–1987), tschechoslowakischer Schauspieler
- DiBartolo, Joel (1945–2011), US-amerikanischer Jazzmusiker und Hochschullehrer
- DiBartolomeo, John (* 1991), US-amerikanisch-israelischer Basketballspieler

### Dibb
- Dibba, Bakary (* 2001), dänischer Basketballspieler
- Dibba, Ebou (1943–2000), gambischer Schriftsteller
- Dibba, Lamin B., gambischer Politiker
- Dibba, Lamin N. († 2020), gambischer Politiker
- Dibba, Momodou († 2017), gambischer Sportfunktionär
- Dibba, Musa, gambischer Generaldirektor des Nachrichtendienstes
- Dibba, Mustapha, gambischer Seyfo
- Dibba, Pa Amat (* 1987), gambisch-schwedischer Fußballspieler
- Dibba, Sheriff (1937–2008), gambischer Politiker
- Dibba, Yahya, gambischer Politiker
- Dibba-Wadda, Oley (* 1967), gambische Entwicklungspolitikerin mit den Schwerpunkten Bildung und Gender
- Dibbelt, Otto (1881–1956), deutscher Biologe und Pädagoge
- Dibben, Jonathan (* 1994), britischer Radrennfahrer
- Dibbern, Adolph (1825–1859), deutscher Schauspieler und Theaterdirektor
- Dibbern, Caroline (* 1974), deutsche Filmschauspielerin und Regisseurin
- Dibbern, Georg (1889–1962), deutscher Reisender und Autor
- Dibbern, Günter (* 1946), deutscher Manager
- Dibbern, Karl (1855–1919), deutscher Kapellmeister, Regisseur und Komponist
- Dibbern, Max (1889–1972), deutscher Politiker (FDP), MdHB
- Dibbern, Rosa (1830–1895), deutsche Schauspielerin und Theaterdirektorin
- Dibbern, Simon (* 1988), deutscher Fernsehschauspieler
- Dibbern, Viggo (1900–1982), dänischer Turner
- Dibbert, Morten (* 1991), deutscher Handballspieler
- Dibbets, Jan (* 1941), niederländischer Konzeptkünstler
- Dibbits, Hendrik Cornelis (1838–1903), holländischer Chemiker
- Dibble, David Scott (* 1965), US-amerikanischer Politiker
- Dibble, Harold L. (1951–2018), US-amerikanischer Paläoanthropologe und Archäologe
- Dibble, Samuel (1837–1913), US-amerikanischer Politiker
- Dibbs, Eddie (* 1951), US-amerikanischer Tennisspieler
- Dibbs, George (1834–1904), australischer Politiker und dreimaliger Premier von New South Wales

### Dibd
- Dibdin, Charles (1745–1814), englischer Dichter, Schriftsteller, Komponist, Schauspieler und Sänger (Tenor)
- Dibdin, Michael (1947–2007), englischer Krimi-Schriftsteller
- Dibdin, Thomas Frognall (1776–1844), englischer Bibliograf und Autor

### Dibe
- Dibela, Kingsford (1932–2002), papua-neuguineischer Politiker
- Dibelius, Alexander (* 1959), deutscher Finanzmanager
- Dibelius, Franz (1847–1924), deutscher evangelischer Theologe
- Dibelius, Martin (1883–1947), deutscher Theologe
- Dibelius, Otto (1880–1967), deutscher evangelischer Theologe
- Dibelius, Ulrich (1924–2008), deutscher Musikkritiker
- Dibelius, Wilhelm (1876–1931), deutscher Anglist und Hochschullehrer
- Dibelka, Lubor (* 1983), deutsch-tschechischer Eishockeyspieler
- DiBella, Lou, US-amerikanischer Boxpromoter
- DiBenedetto, Matt (* 1991), US-amerikanischer NASCAR-Rennfahrer
- Dibens, Julie (* 1975), britische Triathletin
- DiBernardo, Vanessa (* 1992), US-amerikanische Fußballspielerin

### Dibi
- Dibi, Tofik (* 1980), niederländischer Politiker
- DiBiase, Mike (1923–1969), US-amerikanischer Wrestler
- DiBiase, Ted (* 1954), US-amerikanischer WrestlerTed DiBiase (* 1954)

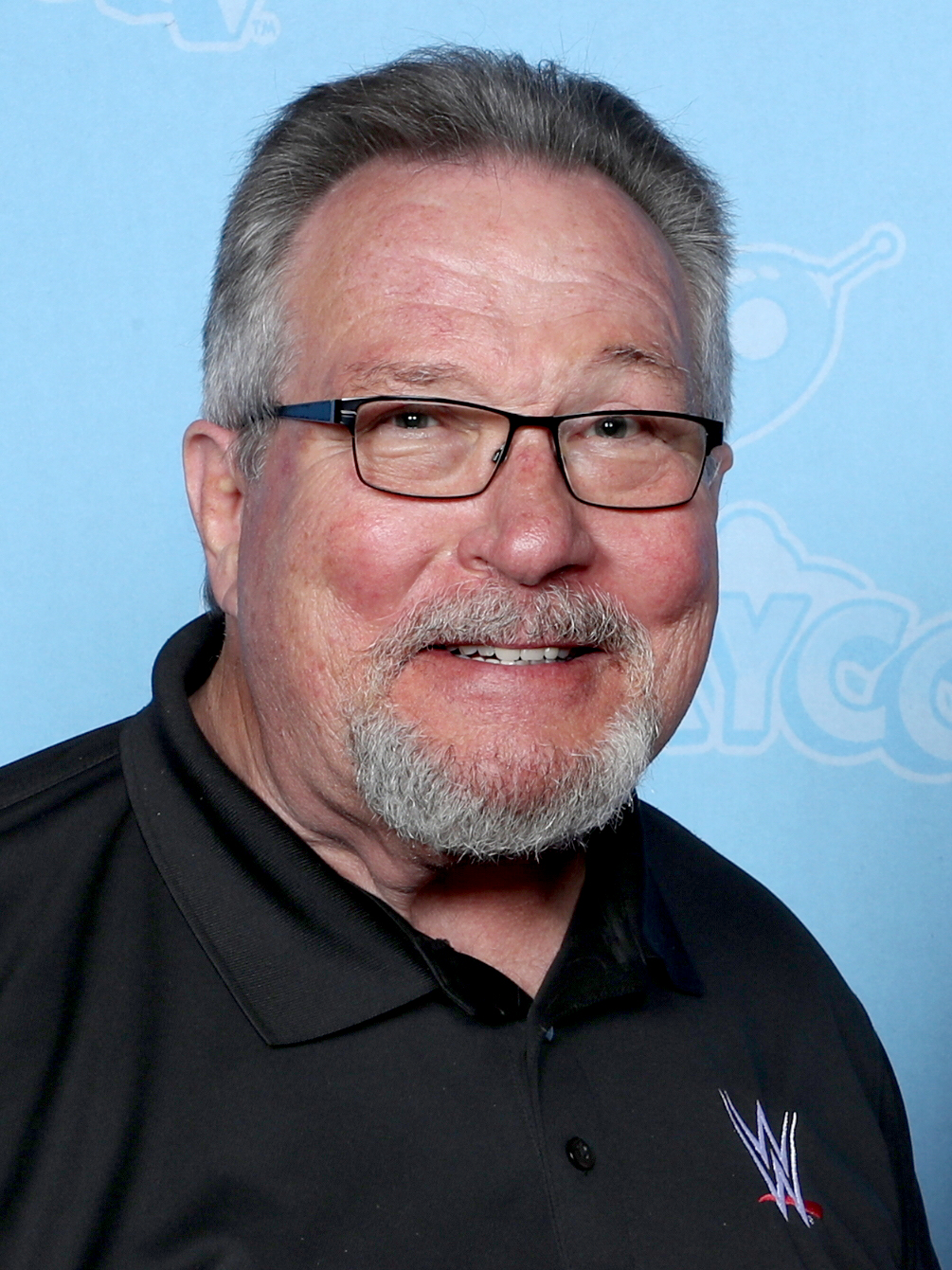
Ted DiBiase (* 1954)

- DiBiase, Ted Jr. (* 1982), US-amerikanischer Wrestler
- Dibiasi, Klaus (* 1947), italienischer Kunst- und Turmspringer
- Dibie, Pascal (* 1949), französischer Ethnologe und Publizist
- Dibildox Martínez, José Luis (1943–2018), mexikanischer Geistlicher, römisch-katholischer Bischof von Tampico
- Dibirgadschijew, Ruslan (* 1988), russisch-aserbaidschanischer Ringer
- Dibirow, Timur Anatoljewitsch (* 1983), russischer Handballspieler
- Dibirowa, Irina Igorewna (* 1979), russische Handballspielerin und -trainerin

### Dibj
- Dibjokarjono, Aloysius Josef (1917–2002), indonesischer Geistlicher, römisch-katholischer Bischof von Surabaya

### Dibl
- DiBlasio, Denis (* 1954), US-amerikanischer Jazzmusiker und Hochschullehrer
- Dible, James (1890–1976), britischer Diplomat
- Dibler, Michel († 1593), Glockengießer
- Dibley, Colin (* 1944), australischer Tennisspieler
- Diblík, Otakar (1929–1999), tschechischer Designer

### Dibn
- Dibnah, Fred (1938–2004), englischer Schornsteinbauer und ein Fernsehmoderator für technikgeschichtliche Sendungen
- Dibner, Bern (1897–1988), US-amerikanischer Ingenieur, Industrieller und Wissenschaftshistoriker

### Dibo
- Dibo, Will (* 2001), österreichischer Leichtathlet
- Dibobe, Martin (* 1876), kamerunischer Zugführer im Berlin der Kaiserzeit
- Dibon, Christopher (* 1990), österreichischer Fußballspieler
- Dibon, Henriette (1902–1989), französische Dichterin okzitanischer Sprache
- Dibon, Paul (1915–1995), französischer Philosophiehistoriker
- Dibona, Alfredo (1936–2011), italienischer Skilangläufer
- Dibona, Angelo (1879–1956), Südtiroler Bergführer und KlettererAngelo Dibona (1879–1956)

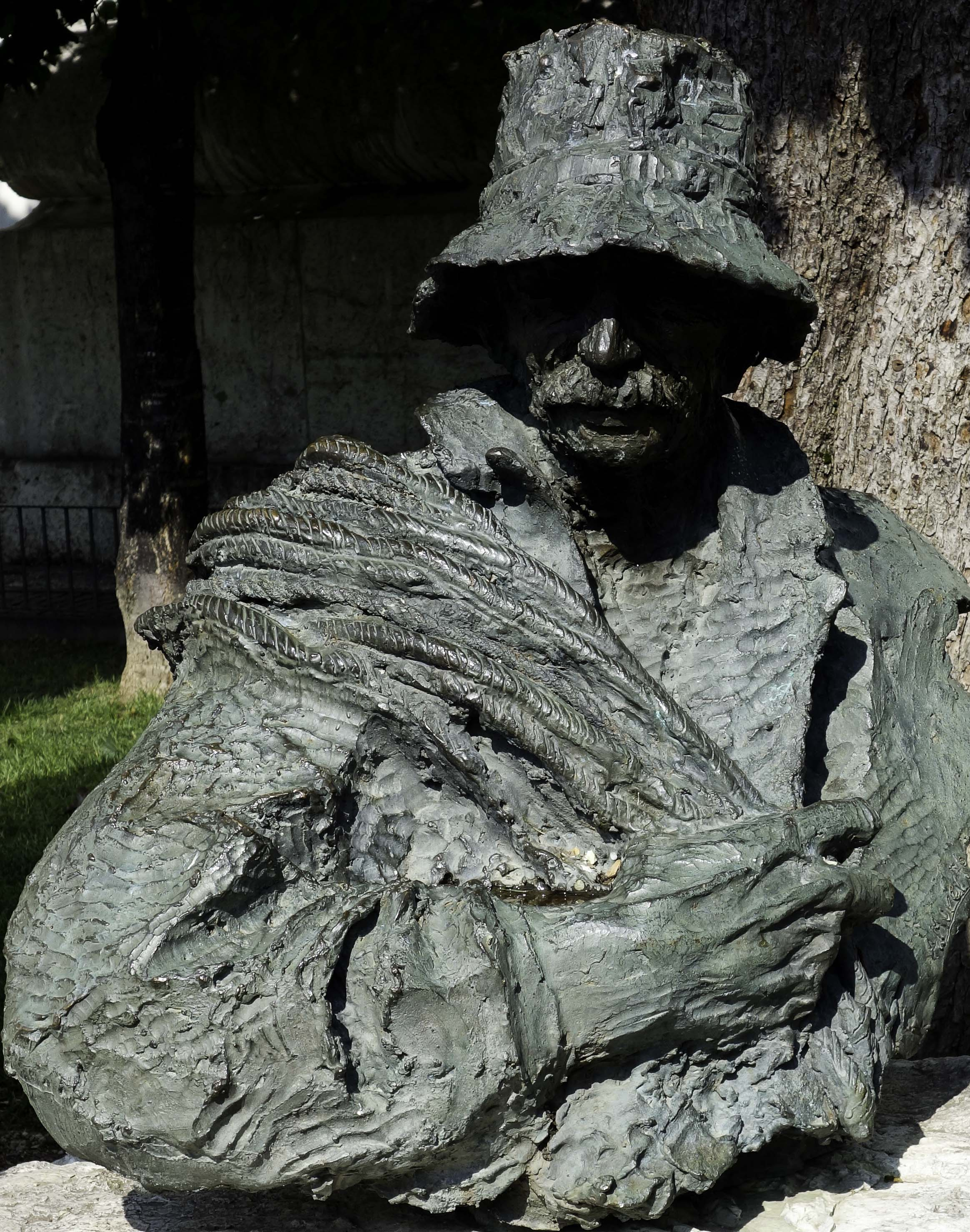
Angelo Dibona (1879–1956)

- DiBona, Susan (* 1974), US-amerikanische Komponistin
- Dibós Chappuis, Eduardo (1927–1973), peruanischer Politiker und Rennfahrer
- Dibós, Iván (* 1939), peruanischer Sportfunktionär
- Dibow Ubang, Ariyat (* 1997), äthiopische Hoch- und Dreispringerin
- Dibowski, Andreas (* 1966), deutscher Vielseitigkeitsreiter

### Dibr
- Dibra, Muhamet (1923–1998), albanischer Fußballspieler
- Dibra, Ridvan (* 1959), albanischer Dichter, Literaturwissenschaftler und Journalist
- Dibra, Vehbi (1867–1937), albanischer Politiker, Theologe und Übersetzer
- Dibrani, Benjamin (* 2004), deutscher Fußballspieler
- Dibrell, George Gibbs (1822–1888), US-amerikanischer Politiker und General der Konföderierten im Bürgerkrieg
- Dibrowa, Pjotr Akimowitsch (1901–1971), sowjetischer Offizier

### Dibu
- DiBucci, Michelle, US-amerikanische Komponistin
- Dibusz, Dénes (* 1990), ungarischer Fußballspieler
- Dibutade, Tochter des korinthischen Töpfers Butades